# Бојаџија
Бојаџија је занатлија који боји (фарба) вуну, платно, тканину или одевне предмете.

## О занату
Бојаџије су своје радње отварале у строгом центру града да би били на удару муштерија. Било их је лако познати по разнобојној пређи која би висила предвратима. Бојаџијска радња се састојала од пријемног одељења, радионице и просторије за хемикалије. У радионицама су били смештени сви потребни алати, сировине и бојаџијски ћупови, које су касније заменили казани различите запремине, озидани циглом са димњацима постављеним уза зид. Боја је кувана у казанима од 200 до 300 литара, у које је могло да стане до 20 килограма пређе. Приликом бојења постојала је опасност да боја не буде уједначена, због чега су бојаџије непрестано мешале пређу у казану дугим моткама.
Сваки бојаџија имо је свој јединствени, заштитни знак који је усвајао након положеног мајсторског испита. Тај знак био је урезан у посебним алатима за распознавање робе рабошима. Наиме, како је бојаџија од муштерија примао мноштво материјала за бојење била му је потребна посебна врста распознавања наруџбине, те је направио робоше – мале дрвене предмете необичног изгледа. Робош је четвороугаоно дрво на коме је сваки угао имао своју намену, састоји се из два дела где већи (квачка) остаје занатлији, мањи (пиле или кученце) добија муштерија. Већи део имао је држач, и дужи део на ком би се везала остављена пређа.
Бојаџијски послови су се обављали углавном у касну јесен, када се заврше пољопривредни радови. Муштерије бојаџија су биле најчешће из планинских крајева.
Бојаџија је некада употребљавао природне боје како би обојио предмете, црвену боју од биљке руј, а црну од зелене галице.
Као и већина занатлија и бојаџије су имале свој еснаф и своју славу. Бојаџијски еснаф основан је 7. априла 1897. године, а за заштитника узимају Три јерарха.

## Занат данас
Данас је индустрија бојења текстила толико модернизовала и убрзала ове поступке да се овај занат скоро не исплати радити на традиционалан начин. Лакше је и јефтиније купити готову обојену вуну или готове производе од вуне. Индустријски произведена вуна је мекша, често хемијски заштићена од мољаца и обојена различитим бојама.
Данас се користе вештачке боје и занат полако изумире. Један од разлога нестајања овог заната је опадање овчарства и велика конкуренција производа који настају на савремени начин.
Раније су постојале радионице које су се бавиле само бојењем док се данас тиме баве хемијске чистионице које поред бојења тканине врше и хемијско чишћење одеће.
Бојаџијске производе можемо купити још негде на вашарима и пијацама.